# Cuna de lobos
Cuna de lobos est une telenovela mexicaine diffusée en 1986-1987 sur Canal de las Estrellas.

## Distribution
- Diana Bracho : Leonora Navarro de Larios
- Gonzalo Vega : José Carlos Larios Creel
- Alejandro Camacho : Alejandro Larios Creel
- María Rubio :  Dona Catalina Creel de Larios
- Rebecca Jones : Vilma De La Fuente de Larios
- Carmen Montejo : Esperanza Mandujano
- Carlos Cámara : Reynaldo Gutiérrez
- Humberto Elizondo : Inspector Norberto Suárez
- Lilia Aragón : Rosalía Mendoza
- Josefina Echánove : Elvia San Germán Vda. de Nuñez
- Lourdes Canale : Carmen Alicia Macías Acuña "Carmelita"
- Margarita Isabel : Elena de Cifuentes
- Rosa María Bianchi : Bertha Moscoso / Michelle Albán / Lucrecia Albán Moscoso
- Magda Karina : Lucero Espejel
- Enrique Muñoz : Capitán Gudini
- Julia Alfonzo : Cecilia De La Mancorra
- José Angel Espinoza "Ferrusquilla" : Don Braulio Navarro
- Roberto Vander : Julio Cifuentes
- Ramón Menéndez : Dr Frank Syndell
- Jorge Fegan : Escudero "El Joyero"
- Miguel Gómez Checa : Dr Augusto Terán
- Edna Bolkan : Paulina Pedrero
- Luis Rivera : Mauricio
- Queta Carrasco : Abuela de Bertha
- Wally Barrón : Comandante Luna
- Blanca Torres : Cleotilde
- Emilio Guerrero : Controlador Aéreo
- Eduardo Alcántara : Melquíades
- Carmen Amezzcua : Secretaria
- Edmundo Barahona : Trejo
- Carlos Bonavides : Leonardo Sánchez
- Carlos Pouliot : Edgar de la Fuente
- Ana Bertha Espín : Mayra
- Enrique Hidalgo : Esteban Gamboa
- Humberto Valdepeña : Dr Mendiola
- Ricardo Ledezma : Pancho
- Maricruz Nájera : Vda. de Gutiérrez
- Enrique Muñoz : Curiel
- Oralia Olvera : Rocío
- Gerardo Mayol : Gómez
- Mercedes Pascual : Iris Van Der Sandt de De la Fuente
- César Arias : Señor Juárez
- Enrique Reyes : Padre Montalvo
- Santiago Gil Olmos : Edgar Larios De la Fuente / Braulio Larios Navarro
- Alfonso Obregón : Inspector de Policía
- Jorge Santos : Inspector de Policía
- Lucía Paillés : Sirvienta
- Cynthia Riverol : Maruja
- Javier Rivero
- Raúl Meraz : Don Carlos Larios

## Récompenses et distinctions
- Premios TVyNovelas de la Meilleure telenovela de l'année

## Versions
- Cuna de lobos (Televisa, 2019)

### Sources
- (es) Cet article est partiellement ou en totalité issu de l’article de Wikipédia en espagnol intitulé « Cuna de lobos » (voir la liste des auteurs).